# Лі Юньді
Лі Юньді (кит. спр. 李云迪, піньїнь: Lǐ Yúndí; нар. 7 жовтня 1982, Чунцін) — китайський піаніст, лауреат Конкурсу піаністів імені Шопена (2000 рік).

## Біографія
Народився 7 жовтня 1982 року у Чунціні у сім'ї металурга Лі Чуаня і державної службовиці Чжан Сяолу.
Незважаючи на відсутність музичних традицій у родині, з 4 років став грати на акордеоні, і вже в п'ять років здобув перемогу на дитячому конкурсі акордеоністів у рідному місті Чунцін. У віці семи років перейшов на фортепіано; у 9 років почав навчатися у відомого китайського музичного педагога Дань Чжаої (кит.: 但昭义). На той момент вчитель не оцінював нового учня як генія, зазначав, що пальці у того коротші, ніж у багатьох однолітків, але при цьому бачив глибоке відчуття музики у хлопчика.
У 1994 рокові почав навчатися у неповній середній школі при Сичуаньській консерваторії і уже за рік посів третє місце на Міжнародному конкурсі піаністів імені Стравінського у Шампейні (США).
У 1996 році вступив у Шеньчженьський інститут мистецтв. Відзначивши здібності Лі Юньді і зважаючи на матеріальні можливості його сім'ї (мати хлопчика звільнилася з роботи і переїхала у Шеньчжень, щоби супроводжувати сина), керівництво інституту взяло на себе видатки з участі піаніста у міжнародних конкурсах. Також для нього була складена індивідуальна програма навчання.
У 1999 році посів третє місце на Міжнародному конкурсі піаністів імені Франца Ліста в Утрехті (Нідерланди) і також третє — на Китайському міжнародному конкурсі піаністів (кит.: 中国国际钢琴比赛) в Пекіні.
Помітним успіхом стала перемога в 2000 році на Конкурсі піаністів імені Шопена у Варшаві (Польща). Лі Юньді став не тільки першим лауреатом цього конкурсу з Китаю, але і наймолодшим лауреатом за всю його історію, а також першим за 15 років, хто був удостоєний першої премії конкурсу. У 2015 році також став наймолодшим членом журі цього конкурсу.
Після закінчення у 2001 році Шеньчженьського інституту мистецтв вступив у Ганноверську Вищу школу музики і театру, де займався у Арьє Варді.
У 2010 році уряд Польщі нагородив Лі Юньді срібною медаллю «За заслуги в культурі Gloria Artis».
У 2012 році став наймолодшим викладачем Сичуаньської консерваторії.
Працював із компаніями звукозапису Deutsche Grammophon і EMI Classics.